# صفروو (شهرستان اوچالینسکی، باشقیرستان)
صفروو (انگلیسی: Safarovo, Uchalinsky District, Republic of Bashkortostan) یک شهرک در شهرستان اوچالینسکی استان باشقیرستان کشور روسیه است.